# ريتشارد تومسون
ريتشارد تومسون (بالإنجليزية: Richard Thompson)‏ (7 مايو 1974 بإنجلترا في المملكة المتحدة - ) هو لاعب كرة قدم بريطاني في مركز الوسط. لعب مع نادي كرولي تاون ونادي كينغستونيان وويكمب وندررز.